# Mistrzostwa Europy w Rugby 7 Mężczyzn 2025
Mistrzostwa Europy w Rugby 7 Mężczyzn 2025 – dwudzieste trzecie mistrzostwa Europy w rugby 7 mężczyzn, oficjalne międzynarodowe zawody rugby 7 o randze mistrzostw kontynentu organizowane przez Rugby Europe mające na celu wyłonienie najlepszej męskiej reprezentacji narodowej w tej dyscyplinie sportu w Europie. Zostały rozegrane w formie sześciu turniejów w czterech hierarchicznie ułożonych dywizjach w okresie od 6 do 29 czerwca 2025 roku. W walce o tytuł mistrzowski brało udział dwanaście zespołów, pozostałe europejskie drużyny, które przystąpiły do rozgrywek, występowały w niższych dywizjach, pomiędzy wszystkimi czterema istniał system awansów i spadków.
W obydwu turniejach zwyciężali reprezentanci Francji, pokonawszy w nich Hiszpanów i Włochów, którzy zajęli kolejne miejsca na podium klasyfikacji generalnej.

## Informacje ogólne
Mistrzostwa zostały rozegrane w formie sześciu turniejów – dwóch w GPS oraz czterech w niższych dywizjach.
Mistrzem Europy zostawała drużyna, która po rozegraniu dwóch turniejów w czerwcu – w Makarskiej i Hamburgu – zgromadziła najwięcej punktów, które były przyznawane za zajmowane w nich miejsca:
| Miejsce | Punkty |
| ------- | ------ |
| 1       | 20     |
| 2       | 18     |
| 3       | 16     |
| 4       | 14     |
| 5       | 12     |
| 6       | 10     |
| 7       | 8      |
| 8       | 6      |
| 9       | 4      |
| 10      | 3      |
| 11      | 2      |
| 12      | 1      |

Reprezentacje w każdym z turniejów zostały podzielone na trzy czterozespołowe grupy rywalizujące w pierwszej fazie w ramach grup systemem kołowym, po czym nastąpiła faza pucharowa – z awansem do półfinałów dla czołowej dwójki z każdej z grup bądź też z walką o poszczególne miejsca dla zespołów z tych samych pozycji. W fazie grupowej spotkania toczone były bez ewentualnej dogrywki, za zwycięstwo, remis i porażkę przysługiwały odpowiednio trzy, dwa i jeden punkt, brak punktów natomiast za nieprzystąpienie do meczu. W przypadku tej samej liczby punktów ich lokaty miały być ustalane kolejno na podstawie:
1. wyniku meczów pomiędzy zainteresowanymi drużynami;
2. lepszego bilansu punktów zdobytych i straconych;
3. lepszego bilansu przyłożeń zdobytych i straconych;
4. większej liczby zdobytych punktów;
5. większej liczby zdobytych przyłożeń;
6. rzutu monetą.

W przypadku remisu w fazie pucharowej organizowana była dogrywka składająca się z dwóch pięciominutowych części, z uwzględnieniem reguły nagłej śmierci.
Przystępujące do turnieju reprezentacje mogły liczyć maksymalnie dwunastu zawodników. Rozstawienie w każdych zawodach następowało na podstawie wyników poprzedniego turnieju, a w przypadku pierwszych zawodów – na podstawie rankingu z poprzedniej edycji.
Pomiędzy dywizjami istniał system awansów i spadków – po zakończonym sezonie po dwie (z dwóch najwyższych poziomów rozgrywek) lub jedna (z Conference 1) najsłabsze reprezentacje zostały relegowane do niższej klasy rozgrywkowej, a ich miejsce zajęły dwie czołowe drużyny Trophy i Conference 1 oraz triumfator Conference 2. W związku z zawieszeniem programu męskich "siódemek" w Irlandii i w konsekwencji wycofaniem się irlandzkiej reprezentacji ich mecze zostały zweryfikowane jako walkower bez zmiany systemu rozgrywek, wpłynęło to jednak na modyfikację systemu awansów i spadków.
Wszystkie turnieje zostały rozegrane wraz z zawodami żeńskimi i były transmitowane w Internecie. Ceny najtańszych wejściówek na zawody Grand Prix kształtowały się w granicach 10–15 euro.
Sędziowie zawodów.

## Turnieje

### Makarska (13–15 czerwca)
| Miejsce | Reprezentacja   |
| ------- | --------------- |
| 1       | Francja         |
| 2       | Hiszpania       |
| 3       | Belgia          |
| 4       | Portugalia      |
| 5       | Niemcy          |
| 6       | Włochy          |
| 7       | Gruzja          |
| 8       | Czechy          |
| 9       | Wielka Brytania |
| 10      | Litwa           |
| 11      | Szwecja         |
| 12      | Irlandia        |

|  |                 |            |           |                   |    |         |         |       |
|  | Półfinały       | Półfinały  | Półfinały |                   |    | Finał   | Finał   | Finał |
|  | Półfinały       | Półfinały  | Półfinały |                   |    | Finał   | Finał   | Finał |
|  | 15 czerwca 2025 |            |           |                   |    |         |         |       |
|  |                 |            |           |                   |    |         |         |       |
|  | Belgia          | Belgia     | 7         |                   |    |         |         |       |
|  | Belgia          | Belgia     | 7         | 15 czerwca 2025   |    |         |         |       |
|  | Francja         | Francja    | 22        |                   |    |         |         |       |
|  | Francja         | Francja    | 22        |                   |    | Francja | Francja | 38    |
|  | 15 czerwca 2025 |            |           |                   |    | Francja | Francja | 38    |
|  |                 |            | Hiszpania | Hiszpania         | 12 |         |         |       |
|  | Portugalia      | Portugalia | Hiszpania | Hiszpania         | 12 | 5       |         |       |
|  | Portugalia      | Portugalia |           |                   |    |         |         |       |
|  | Hiszpania       | Hiszpania  | 7         |                   |    |         |         |       |
|  | Hiszpania       | Hiszpania  | 7         | Mecz o 3. miejsce |    |         |         |       |
|  |                 |            |           |                   |    |         |         |       |
|  | 15 czerwca 2025 |            |           |                   |    |         |         |       |
|  |                 |            |           |                   |    |         |         |       |
|  | Belgia          | Belgia     | 17        |                   |    |         |         |       |
|  | Belgia          | Belgia     | 17        |                   |    |         |         |       |
|  | Portugalia      | Portugalia | 12        |                   |    |         |         |       |
|  | Portugalia      | Portugalia | 12        |                   |    |         |         |       |

### Hamburg (27–29 czerwca)
| Miejsce | Reprezentacja   |
| ------- | --------------- |
| 1       | Francja         |
| 2       | Włochy          |
| 3       | Hiszpania       |
| 4       | Wielka Brytania |
| 5       | Niemcy          |
| 6       | Belgia          |
| 7       | Portugalia      |
| 8       | Czechy          |
| 9       | Litwa           |
| 10      | Gruzja          |
| 11      | Szwecja         |
| 12      | Irlandia        |

|  |                 |                 |           |                   |    |        |        |       |
|  | Półfinały       | Półfinały       | Półfinały |                   |    | Finał  | Finał  | Finał |
|  | Półfinały       | Półfinały       | Półfinały |                   |    | Finał  | Finał  | Finał |
|  | 29 czerwca 2025 |                 |           |                   |    |        |        |       |
|  |                 |                 |           |                   |    |        |        |       |
|  | Hiszpania       | Hiszpania       | 12        |                   |    |        |        |       |
|  | Hiszpania       | Hiszpania       | 12        | 29 czerwca 2025   |    |        |        |       |
|  | Włochy          | Włochy          | 21        |                   |    |        |        |       |
|  | Włochy          | Włochy          | 21        |                   |    | Włochy | Włochy | 7     |
|  | 29 czerwca 2025 |                 |           |                   |    | Włochy | Włochy | 7     |
|  |                 |                 | Francja   | Francja           | 14 |        |        |       |
|  | Francja         | Francja         | Francja   | Francja           | 14 | 41     |        |       |
|  | Francja         | Francja         |           |                   |    |        |        |       |
|  | Wielka Brytania | Wielka Brytania | 5         |                   |    |        |        |       |
|  | Wielka Brytania | Wielka Brytania | 5         | Mecz o 3. miejsce |    |        |        |       |
|  |                 |                 |           |                   |    |        |        |       |
|  | 29 czerwca 2025 |                 |           |                   |    |        |        |       |
|  |                 |                 |           |                   |    |        |        |       |
|  | Hiszpania       | Hiszpania       | 31        |                   |    |        |        |       |
|  | Hiszpania       | Hiszpania       | 31        |                   |    |        |        |       |
|  | Wielka Brytania | Wielka Brytania | 12        |                   |    |        |        |       |
|  | Wielka Brytania | Wielka Brytania | 12        |                   |    |        |        |       |